# Национално знаме на Финландия
Националното знаме на Финландия представлява син Скандинавски кръст на бял фон. Синият цвят в знамето символизира езерата и небето на Финландия, а белият – снегът и белите нощи на страната. То е прието като официален символ на Финландия от началото на 20 век и е създадено по модел на Датското знаме. Отношението на ширина към дължина е 11:18. Държавното знаме на Финландия се отличава от националното по това, че на него присъства герба на страната, разположен в центъра на синия кръст.

## История
Финландското знаме е прието като официален символ на страната веднага след като Финландия обявява независимост през 1917 г. Формата и цветовете на знамето са определени след национален конкурс на който били представени няколко идеи, базирани на два основни цвята – червен и жълт от една страна, каквито са цветовете на Финландския герб, или син и бял от друга страна. Едно от предложенията представяло финландското знаме като жълт кръст на червен фон, а друго имало две диагонални ленти в син и бял цвят. В крайна сметка били избрани синият и белият цвят във формата на кръст и приети на 27 май 1918 г.

## Правила
Според финландските закони е забранено знамето да се цапа, обезобразява, да се ползва по непочтителен начин или да се сваля от носещото тяло без разрешение. Разпространението на националното знаме с различни пропорции от тези определни в закона също е наказуемо.
Съществуват и общи правила, според които към знамето трябва да се отнася с уважение. То не трябва да се опира в земята, а когато се изпере трябва да се суши на закрито. Износените знамена трябва да се изгарят или нарежат на малки парчета, така че да не могат да бъдат разпознати.